# Medina (Ohio)
Medina é uma cidade localizada no estado norte-americano de Ohio, no Condado de Medina.

## Demografia
Segundo o censo norte-americano de 2000, a sua população era de 25.139 habitantes.
Em 2006, foi estimada uma população de 26.350, um aumento de 1211 (4.8%).

## Geografia
De acordo com o United States Census Bureau tem uma área de
29,3 km², dos quais 28,8 km² cobertos por terra e 0,5 km² cobertos por água. Medina localiza-se a aproximadamente 365 m acima do nível do mar.

## Localidades na vizinhança
O diagrama seguinte representa as localidades num raio de 16 km ao redor de Medina.